# Ruth Cadbury
Pour les articles homonymes, voir Cadbury.
Ruth Margaret Cadbury (née le 14 mai 1959) est une femme politique britannique, Parti du Travail qui est députée pour Brentford et Isleworth depuis 2015.

## Biographie
Elle est conseillère de Brentford à 25 ans, et chef adjoint du Hounslow London Borough Council de 2010 à 2012, où elle est connue pour son travail sur le salaire de subsistance ainsi que son opposition à tout projet d'expansion de l'Aéroport de Londres-Heathrow. En juin 2017, elle est réélue avec une majorité de plus de 12 000 voix, battant Mary Macleod pour la deuxième fois
Elle est l'aînée des enfants de Charles Lloyd Cadbury et Jillian Stafford Ransome. Elle est l'une des trois Quakers élus en 2015, les autres étant la travailliste Catherine West et la Conservateur Tania Mathias. Elle fait ses études à l'école de La montagne, à York, et à Bournville Collège, et est diplômé de l'Université de Salford avec un baccalauréat en 1981.
Aux Élections générales britanniques de 2015, elle bat la députée conservateur Mary Macleod. Dans son premier discours à la Chambre des Communes le 2 juin 2015, elle fait part de son appartenance Quaker et de son attachement à la justice sociale. Son discours fait également référence à son lointain ancêtre, le producteur de chocolat et Quaker George Cadbury.
En octobre 2016, elle est nommée par Jeremy Corbyn comme shadow Ministre de l'habitat.
Elle perd ce poste le 29 juin 2017 après qu'elle a voté contre la position du groupe sur un amendement au Discours du Trône appelant le Royaume-Uni à rester dans le Marché Unique Européen, alors que la position du parti est de s'abstenir, elle vote pour la motion,.